# EV1
EV1是1996年至1999年由通用汽车生产和租赁的一款电动汽车。它是史上由大型汽车制造商生产出的第一款现代量产和专门设计的电动汽车。
通用汽车决定批量生产电动汽车是在通用汽车公司于1990年推出GM Impace概念（电动）车之后，该电动汽车的设计受到了广泛欢迎。
受到Impact潜在成功潜力的鼓舞，以及加利福尼亚州空气资源委员会（CARB）随后通过一项关于“生产和销售零排放汽车（ZEV）“的授权，EV1汽车于是便在GM的研发下量世。
在当时技术条件下，EV1通过其强劲的动力电池，豪华的配置，精致的中控设计，成为90年代电动车的经典之作。
1999年，通用正式关闭了EV1的生产线。3年后，2002年2月，通用正式告知所有承租人将在租期结束后回收并销毁他们手中的EV1。从开始到结束，通用EV1走完了为期6年的生命历程，正式谢幕。